# Мартинес Сьерра, Грегорио
Грегорио Мартинес Сьерра (исп. Gregorio Martínez Sierra; 6 мая 1881, Мадрид, Испания — 1 октября 1947, там же — испанский писатель, поэт, драматург и театральный директор. Ключевая фигура возрождения авангарда в испанском театре в начале XX века.

## Поэт и драматург
Литературная карьера Грегорио Мартинеса началась в возрасте 17 лет с публикации его El poema del trabajo ('Поэма работы', 1898), поэтического сборника в модернистском силе. Затем были изданы его Diálogos fantásticos (Фантастические диалоги, 1899), Flores de escarcha (Морозные цветы, 1900) и La casa de primavera (Дом весны, 1907).
Мартинес Сьерра был одним из немногих прогрессивных драматургов, спектакли по чьим произведениям имели коммерческий успех на момент их постановки. Наиболее известными его драматическими произведениями стали La sombra del padre (Тень отца, 1909), Primavera en otoño (Весна осенью, 1911), Sólo para mujeres (Только для женщин, 1913), Mamá (Мама, 1913) и El reino de Dios (Королевство Бога, 1916). Canción de cuna (Колыбельная, 1911), называемая его шедевром, была популярна во всём испаноязычном мире, а также переведена на английский язык и поставлена на Бродвее в 1927 году. Некоторые пьесы Мартинеса Сьерры были экранизированы, включая Canción de cuna (фильм 1933 года Колыбельная режиссёра Митчелла Лейзена).
Ловкое обращение с женскими персонажами в работах Мартинеса Сьерры объяснилась сотрудничеством автора со своей женой Марией Лехаррагой. Со времени публикации её мемуаров Gregorio y yo (Грегорио и я, 1953), исследователи признают её авторство ряда произведений Мартинеса Сьерры.

## Издатель и режиссёр
Мартинес Сьерра был также успешным издателем и режиссёром. С помощью своего издательства «Renacimiento» он публиковал свои переводы работ Уильяма Шекспира, Мориса Метерлинка и Сантьяго Рузиньола и представлял испанской публике произведения Бернарда Шоу и Луиджи Пиранделло. Авторство переводов, изданных под именем Грегорио, несомненно принадлежит его жене, Марии Лехарраге, свободно владевшей несколькими языками (французским, английским, итальянским, каталонским и португальским), и она также публиковала переводы под своим именем до, после и во время отношений с Грегорио.
В 1917 году Мартинес Сьерра был назначен директором мадридского театр Эслава и возглавлял его до 1925 года, превратив его в ведущий художественный театр Испании. Помимо известных испанских и иностранных авторов (Шекспира, Мольера, Гольдони, Дюмы, Ибсена, Барри и Шоу), чьи работы ставились "в новом, перспективном стиле", именно по приглашению Мартинеса Сьерры Федерико Гарсиа Лорка создал и поставил на сцене театра в 1920 году свою первую пьесу El maleficio de la mariposa (Колдовство бабочки).

## Экранизации
- Mamá, реж. Бенито Перохо (1931, по пьесе Mamá)
- Primavera en otoño, реж. Эухене Форде (1933, по пьесе Primavera en otoño)
- Una viuda romántica, реж. Луис Кинг (1933, по пьесе Sueño de Una Noche de Agosto)
- Cradle Song, реж. Митчелл Лейзен (1933, по пьесе Canción de cuna)
- Yo, tú y ella, реж. Джон Рейнхардт (1933, по пьесе Mujer)
- Julieta compra un hijo, реж. Луис Кинг и Грегорио Мартинес Сьерра (1935, по пьесе Julieta compra un hijo)
- Susana tiene un secreto, реж. Бенито Перохо (1935, по пьесе Susana tiene un secreto)
- Canción de cuna, реж. Грегорио Мартинес Сьерра (Аргентина, 1941, по пьесе Canción de cuna)
- Tú eres la paz, реж. Грегорио Мартинес Сьерра (Аргентина, 1942, по пьесе Tú eres la paz)
- Los hombres las prefieren viudas, реж. Грегорио Мартинес Сьерра (Argentina, 1943, по пьесе Los hombres las prefieren viudas)
- El amor brujo, реж. Антонио Роман (Испания, 1949, по балету El amor brujo)
- Колыбельная (фильм, 1953)[англ.], реж. Фернандо де Фуэнтес (Mexico, 1953, по пьесе Canción de cuna)
- Honeymoon, реж. Майкл Пауэлл (Великобритания и Испания, 1959, по пьесе El amor brujo)
- Canción de cuna, реж. Хосе Мария Элоррьета (Испания, 1961, по пьесе Canción de cuna)
- Bewitched Love, реж. Франсиско Ровира Белета (Испания, 1967, по балету El amor brujo)
- El Amor brujo, реж. Карлос Саура (Испания, 1986, по балету El amor brujo)
- Cradle Song, реж. Хосе Луис Гарси (Испания, 1994, по пьесе Canción de cuna)

### Сценарист
- La ciudad de cartón (реж. Луис Кинг, 1934)
- Dama de compañía (реж. Альберто де Савалия, 1940)
- La novia de la Marina (реж. Бенито Перохо, 1948)

### Режиссёр
- The Trial of Mary Dugan (1931, в сотрудничестве с Марселем де Сано)
- Julieta compra un hijo (1935, в сотрудничестве с Луисом Кингом)
- Canción de cuna (1941)
- Tú eres la paz (1942)
- Los hombres las prefieren viudas (1943)